# Жиличи (Гомельская область)
Жиличи (бел. Жылічы) — деревня в Брагинском районе Гомельской области Беларуси. В составе Маложинского сельсовета.

## География
В 24 км на юго-восток от Брагина, 52 км от железнодорожной станции Хойники (на ветке Василевичи — Хойники от линии Калинковичи — Гомель), 143 км от Гомеля, 1,5 км от государственной границы с Украиной.
На правом берегу реки Днепр (в 1 км). Крайняя точка дороги Брагин — Жиличи.

### Гидрография
Недалеко расположены река Днепр, озеро Кольница.

## Транспортная система
Транспортные связи по асфальтированной, автомобильной дороге Жиличи — Брагин, затем автодороге Брагин — Холмечь или Брагин — Хойники. Один раз в неделю заезжает рейсовый автобус Гомель — Брагин. Протяжённость этого маршрута из Гомеля до Жилич составляет 125 километров. 
Расстояние до Брагина 24 километра (через Малейки, Заречье, Кривчу, Алексеевку , Ленинск, Маложин), или районного центра Лоев, расстояние от которого составляет порядка 35 км (если ехать через Крупейки, Бывальки, Тесны, Севки, Береснёвку, Громкий. 
При въезде в Жиличи со стороны Маложина перекрёсток. 
В Жиличах шесть улиц: Днепровская (13 домов), Лесная (5 домов), Мамкина (14 домов), Махова (20 домов), Песочная (9 домов), Южная (8 домов). Асфальтированная улица идёт прямо и заканчивается через 250 метров,- конечной автобусной остановкой. Уходящая налево от перекрёстка, при въезде в деревню, грунтовая дорога проходит по окраине деревни и играет роль кольцевой дороги. Охватывая с левой стороны по ходу движения окраинные избы, болотце и сосновый лес. Планировка Жилич состоит из этого короткого отрезка асфальтированной дороги (250 метров), и трёх приблизительно параллельных ей прямолинейных улиц, одна из которых огибает деревню по кольцу, а две другие пересекают параллельные асфальтированной дороге грунтовые, песочные (на фото вверху) улицы, близкие к меридиональной ориентации.
- Центральная улица Жилич
- Одна улица находится возле болота
- Дом в деревне

Жилые дома деревянные усадебного типа. Встречаются саманные избы (смесь глины и соломы). В деревне работает магазин, возле которого любят встречаться немногочисленные оставшиеся жители деревни Жиличи и заезжающие рыбаки, ферма с небольшим поголовьем коров, телят и лошадей.
Ранее по Днепру осуществлялось транспортное сообщение. На правом берегу находилась пристань Бабки,
к которой причаливали речные теплоходы серии «Ракета», Беларусь, Заря совершавшие регулярные рейсы (3-5 раз в день) по маршруту Гомель — Киев,  Гомель — Комарин. Стоимость проезда с Гомеля до пристани Бабки, составляла 3 полноценных советских рубля 60 копеек — взрослый билет и 1 рубль 30 копеек — детский.

## История
По письменным источникам известна с XVIII века как деревня в Речицком уезде Минской губернии. Хозяйка одноимённого поместья Кобылицкая имела в 1848 году 662 десятин земли. В 1897 году располагались в деревне школа грамоты, хлебозапасный магазин. В 1908 году в Дзеражицкой волости.
С 8 декабря 1926 года по 30 декабря 1927 года центр Жиличского сельсовета Брагинского района Речицкого, с 9 июня 1927 года Гомельского округов.
В 1931 году организован колхоз «Дняпровец», работали конная мельница, круподробилка, мастерская (с 1925 года) и кузница. Во время Великой Отечественной войны в октябре 1943 года фашисты полностью сожгли деревню (местным жителям пришлось скрываться в прилегающем к деревне лесу в наскоро вырытых землянках) и убили 1 жителя. Советская армия в октябре 1943 года недалеко от деревни форсировали реку Днепр. 18 октября 1943 года в бою около деревни погиб сержант Герой Советского Союза Н. Ф. Махов (похоронен на берегу старого русла Днепра).
- Хороша деревня Жиличи в любую пору года
- Единственная дорога в Жиличи со стороны Маложина
- На месте гибели на берегу Старого русла Днепра

В 1982 году в озере близ деревни обнаружен танк Т-34, который был установлен в районном центре г. п. Брагин. В бою около деревни 17 октября 1943 года отличилась рота под командованием Г. Е. Черешнева (которому присвоено звание Героя Советского Союза). В 1959 году в составе колхоза «Первомайск» (центр — деревня Маложин).

## Население

### Численность
- 2004 год — 47 хозяйств, 88 жителей.

### Динамика
- 1811 год — 19 дворов.
- 1850 год — 27 дворов, 157 жителей.
- 1897 год — 50 дворов, 284 жителя (согласно переписи). В поместье 3 двора, 21 житель.
- 1908 год — 70 дворов, 523 жителя.
- 1930 год — 109 дворов, 563 жителя.
- 1959 год — 518 жителей (согласно переписи).
- 2004 год — 47 хозяйств, 88 жителей.
- 2010 год — 32 хозяйства, 55 жителей.

## Достопримечательность
- Поклонный крест. Установлен при въезде в Жиличи

### Памятник, скульптура
- Памятник Герою Советского Союза Н. Ф. Махову